# Mathieu Flamini
Mathieu Flamini (ur. 7 marca 1984 w Marsylii) – francuski piłkarz, występujący na pozycji pomocnika. Wychowanek Olympique Marsylii. W trakcie swojej kariery reprezentował także barwy takich zespołów, jak Arsenalu oraz Milanu. Były reprezentant Francji.

## Kariera klubowa

### Marsylia
Flamini rozpoczął swoją karierę w zespole Olympique Marsylii. 20 grudnia 2003 roku zadebiutował w barwach pierwszego zespołu podczas wygranego 1:0 spotkania z Toulouse FC. Do końca sezonu wystąpił ostatecznie w 14 ligowych meczach. Zwrócił na siebie uwagę europejskich zespołów podczas rozgrywek o Puchar UEFA, w których Marsylia doszła aż do finału, gdzie poległa 0:2 z Valencią. Z powodu wieku Flaminiego klub nie mógł mu jednak zaoferować długoterminowej umowy.

### Arsenal

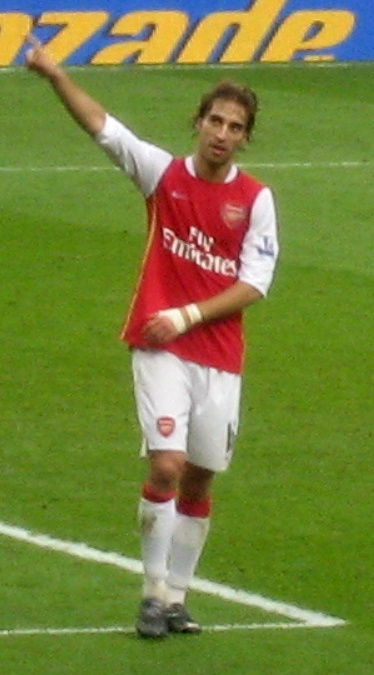
Flamini w barwach Arsenalu

23 lipca 2004 roku Flamini został nowym zawodnikiem angielskiego Arsenalu. Wcześniej ustnie uzgodnił warunku profesjonalnego kontraktu z Marsylią, który ostatecznie jednak zdecydował się odrzucić. Krótko po transferze ówczesny szkoleniowiec Olympique José Anigo stwierdził: "To idealny przykład zdrady. Oszukał mnie.".
15 sierpnia 2004 roku w wygranym 4:1 meczu z Evertonem Flamini zadebiutował w nowych barwach. Francuz pełnił głównie rolę rezerwowego i aż dwanaście razy wchodził na boisko z ławki rezerwowych, zaś dziewięciokrotnie rozpoczynał spotkania w podstawowym składzie. W kolejnym sezonie z powodu wielu kontuzji na stałe wskoczył do wyjściowej jedenastki. 11 maja 2005 roku w wygranym 7:0 meczu z Evertonem zdobył swoją pierwszą bramkę w barwach klubu.
W sezonie 2005/06 Flamini, pełniący dotychczas rolę defensywnego pomocnika, musiał z powodu urazów Ashleya Cole'a, Gaëla Clichy'ego, Pascala Cygana, Laurena oraz Kerrey Gilberta występować na pozycji obrońcy. W końcowej fazie rozgrywek Ligi Mistrzów Flamini, mimo że posługuje się prawą nogą, dobrze wywiązywał się z obowiązków lewego obrońcy. W maju 2006 roku wszedł na boisku w 76. minucie przegranego 1:2 finału Ligi Mistrzów z hiszpańską Barceloną.
Kolejne rozgrywki Flamini rozpoczął od zdobycia zwycięskiej bramki w meczu eliminacyjnym Ligi Mistrzów z Dinamem Zagrzeb. Strzelał gole także w ligowych starciach z Liverpoolem, Chelsea i Blackburn Rovers. Mimo to w kwietniu 2007 roku przyznał, że jest niezadowolony ze swojej roli w klubie i możliwe, że latem zdecyduje się opuścić Arsenal. Ostatecznie Flamini odrzucił ofertę w wysokości 3 milionów funtów ze strony Birmingham City i pozostał w klubie.
Sezon 2007/08 Flamini, z powodu kontuzji Gilberto Silvy i Abou Diaby'ego, rozpoczął jako podstawowy gracz. W trakcie całych rozgrywek stworzył znaczący duet z Ceskiem Fàbregasem i na stałe wygryzł Gilberto z wyjściowej jedenastki. Flamini cieszył się poważaniem wśród kibiców Arsenalu, którzy napisali na jego cześć przyśpiewkę na melodię z motywu brytyjskiego serialu The Sweeney. 29 stycznia 2008 roku zdobył gola z 23 metrów w wygranym 3:0 ligowym meczu z Newcastle United. 8 kwietnia wystąpił w meczu Ligi Mistrzów z Liverpoolem, który to klub wyeliminował Arsenal z rozgrywek. Flamini odniósł podczas spotkania kontuzję i, jak się później okazało, był to jego ostatni występ w barwach klubu. W kwietniu 2009 roku udzielił wywiadu, w którym przyznał, że nadal jest kibicem Arsenalu i żywi do klubu szczególne uczucia: "Arsenal ciągle jest w moim sercu i zawsze tam będzie. Zawsze będę kibicem Arsenalu, decyzja o odejściu była bardzo trudna.".

### Milan

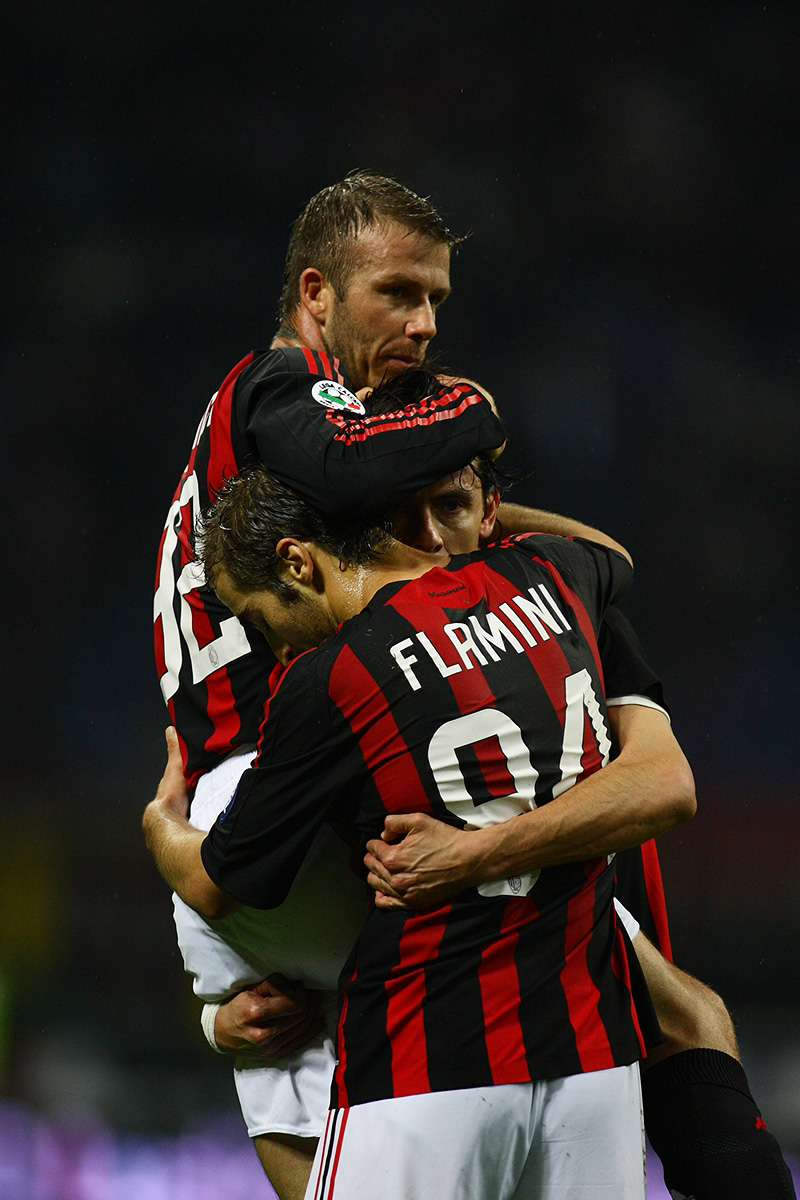
Flamini wraz z Davidem Beckhamem i Filippo Inzaghim celebrują bramkę w meczu z Torino FC

5 maja 2008 roku Flamini podpisał kontrakt z włoskim Milanem, do którego przeszedł na zasadzie wolnego transferu na początku lipca. 30 sierpnia 2008 roku zadebiutował w nowym klubie w przegranym 1:2 meczu z Bologną. Początkowo Flamini nie był zadowolony z liczby meczów rozegranych od pierwszej minuty oraz z faktu, że ponownie, tak jak na początku swojej kariery w Arsenalu, pełnił rolę piłkarza rzucanego do łatania luk w poszczególnych formacjach. Ostatecznie z powodu kontuzji innych piłkarz, Flamini wywalczył sobie miejsce w podstawowym składzie. Z powodu problemów w defensywie, sztab szkoleniowy Milanu zdecydował się przesunąć Gianlucę Zambrottę na lewą stronę obrony, zaś na prawej ustawiany był właśnie Flamini. Po krótkim czasie jednak powrócił na pozycję defensywnego pomocnika.
Pod koniec sezonu 2009/10 Flamini musiał zadowolić się rolą rezerwowego, gdyż dobrą dyspozycję prezentował kapitan klubu Massimo Ambrosini. Podczas kolejnych rozgrywek został ważnym elementem zespołu, który zdobył 18. w historii mistrzostwo Włoch. Flamini rozegrał 22 spotkania oraz zdobył dwa gole, w meczach z Bari i Bologną. Podczas sesji treningowej przed sezonem 2010/11 doznał poważnej kontuzji kolana, która wymagała zabiegu operacyjnego. Flamini pozostał poza grą przez większą część rozgrywek. 20 czerwca 2012 roku oficjalnie poinformowano, że kontrakt piłkarza z klubem nie zostanie przedłużony, w efekcie czego Francuz został wolnym agentem. Dwa tygodnie później Flamini oraz Adriano Galliani ustalili warunki nowej, rocznej umowy, która znacząco obniżyła zarobki piłkarza. 7 kwietnia 2013 roku zdobył swoją pierwszą bramkę w sezonie 2012/13, a Milan zremisował 2:2 z Fiorentiną. Po zakończeniu rozgrywek Flamini opuścił Milan po tym, jak nie doszedł do porozumienia z klubem w kwestii nowego kontraktu.

### Powrót do Arsenalu
29 sierpnia 2013 roku Flamini ponownie został zawodnikiem Arsenalu, z którym podpisał trzyletni kontrakt. Trzy dni później wystąpił w ligowym meczu z Tottenhamem Hotspur, zastępując na boisku w 43. minucie Jacka Wilshera.

### Crystal Palace
8 września 2016 roku związał się rocznym kontraktem z Crystal Palace.

## Kariera reprezentacyjna
7 lutego 2007 roku Flamini otrzymał od Raymonda Domenecha swoje pierwsze powołanie do reprezentacji Francji. Zastąpił on kontuzjowanego Jérémy'ego Toulalana w składzie na towarzyski mecz z Argentyną. 16 listopada 2007 roku w meczu towarzyskim z reprezentacją Maroka zadebiutował w zespole narodowym.

## Statystyki kariery
(aktualne na dzień 29 kwietnia 2019)
| Klub               | Sezon              | Liga               | Liga  | Liga   | Puchar kraju | Puchar kraju | Puchar ligi | Puchar ligi | Europa | Europa | Inne  | Inne   | Suma  | Suma   |
| Klub               | Sezon              | Liga               | Mecze | Bramki | Mecze        | Bramki       | Mecze       | Bramki      | Mecze  | Bramki | Mecze | Bramki | Mecze | Bramki |
| ------------------ | ------------------ | ------------------ | ----- | ------ | ------------ | ------------ | ----------- | ----------- | ------ | ------ | ----- | ------ | ----- | ------ |
| Olympique Marsylia | 2003/04            | Ligue 1            | 14    | 0      | 1            | 0            | 0           | 0           | 9      | 0      | –     | –      | 24    | 0      |
| Arsenal            | 2004/05            | Premier League     | 21    | 1      | 4            | 0            | 3           | 0           | 4      | 0      | –     | –      | 32    | 1      |
| Arsenal            | 2005/06            | Premier League     | 31    | 0      | 2            | 0            | 3           | 0           | 12     | 0      | 1     | 0      | 49    | 0      |
| Arsenal            | 2006/07            | Premier League     | 20    | 3      | 3            | 0            | 3           | 0           | 6      | 1      | –     | –      | 32    | 4      |
| Arsenal            | 2007/08            | Premier League     | 30    | 3      | 2            | 0            | 0           | 0           | 8      | 0      | –     | –      | 40    | 3      |
| A.C. Milan         | 2008/09            | Serie A            | 29    | 0      | 1            | 0            | –           | –           | 7      | 0      | –     | –      | 37    | 0      |
| A.C. Milan         | 2009/10            | Serie A            | 25    | 0      | 2            | 1            | –           | –           | 5      | 0      | –     | –      | 32    | 1      |
| A.C. Milan         | 2010/11            | Serie A            | 22    | 2      | 2            | 0            | –           | –           | 5      | 0      | –     | –      | 29    | 2      |
| A.C. Milan         | 2011/12            | Serie A            | 2     | 1      | 0            | 0            | –           | –           | 0      | 0      | –     | –      | 2     | 1      |
| A.C. Milan         | 2012/13            | Serie A            | 18    | 4      | 1            | 0            | –           | –           | 3      | 0      | –     | –      | 22    | 4      |
| Arsenal            | 2013/14            | Premier League     | 27    | 2      | 3            | 0            | 0           | 0           | 6      | 0      | –     | –      | 36    | 2      |
| Arsenal            | 2014/15            | Premier League     | 23    | 1      | 2            | 0            | 0           | 0           | 7      | 0      | 1     | 0      | 33    | 1      |
| Arsenal            | 2015/16            | Premier League     | 16    | 0      | 2            | 0            | 2           | 2           | 4      | 0      | –     | –      | 24    | 2      |
| Crystal Palace     | 2016/17            | Premier League     | 10    | 0      | 3            | 0            | 0           | 0           | –      | –      | –     | –      | 13    | 0      |
| Getafe CF          | 2017/18            | Primera División   | 8     | 0      | 0            | 0            | 0           | 0           | –      | –      | –     | –      | 8     | 0      |
| Getafe CF          | 2018/19            | Primera División   | 10    | 0      | 3            | 0            | 0           | 0           | –      | –      | –     | –      | 13    | 0      |
| Ogólnie w karierze | Ogólnie w karierze | Ogólnie w karierze | 307   | 16     | 31           | 1            | 11          | 2           | 73     | 1      | 4     | 0      | 426   | 20     |

## Sukcesy
Arsenal
- Puchar Anglii: 2004/05, 2013/14, 2014/15
- Tarcza Wspólnoty: 2004, 2014

Milan
- Mistrzostwo Włoch: 2010/11
- Superpuchar Włoch: 2011